# Buckland (Tasmania)
Buckland es una localidad ubicada junto a la Tasman Highway en Tasmania, Australia. Su código postal es 7190. 
En su núcleo poblacional tiene una iglesia histórica, "St. John the Baptist Church" (Iglesia de San Juan Bautista). En el censo de Australia del año 2006, Buckland tenía una población de 193 habitantes.

## Historia
El área alrededor de Buckland fue originalmente poblada por inmigrantes de origen europeo en 1820. Esta zona fue nombrada como Prosser Plains y está próxima al río Prosser. La casa más antigua que aún hoy en día permanece en pie data de 1826, y es denominada "Woodsden". La localidad fue rebautizada Buckland por el entonces gobernador, John Franklin en 1846, para honrar a William Buckland el Dean de Westminster. El "Buckland hotel" fue edificado en 1845.
La primera piedra de la St John the Baptist Church fue puesta el 22 de agosto de 1846 por Fitzherbert Adams Marriott el arzobispo de Hobart. La piedra conmemorativa de la fundación tiene una inscripción en la que se lee: "That God may in this place be glorified, and the prayers and praises of the faithful continually offered until Christ shall come again" ("Que dios pueda ser glorificado en este lugar, y los rezos y las alabanzas del fiel continuamente ofrecidoa hasta la próxima venida de Cristo"). Sin embargo la inscripción ahora está intramuros.
El 19 de junio de 2007 black ice causó numerosos accidentes de vehículos en el área de Buckland.
La serrería de Buckland estuvo operarando desde 1948 hasta 1981.